# Aeonium cuneatum
Aeonium cuneatum Webb & Berthel. es una especie de planta tropical con hojas suculentas del género Aeonium en la familia Crassulaceae.

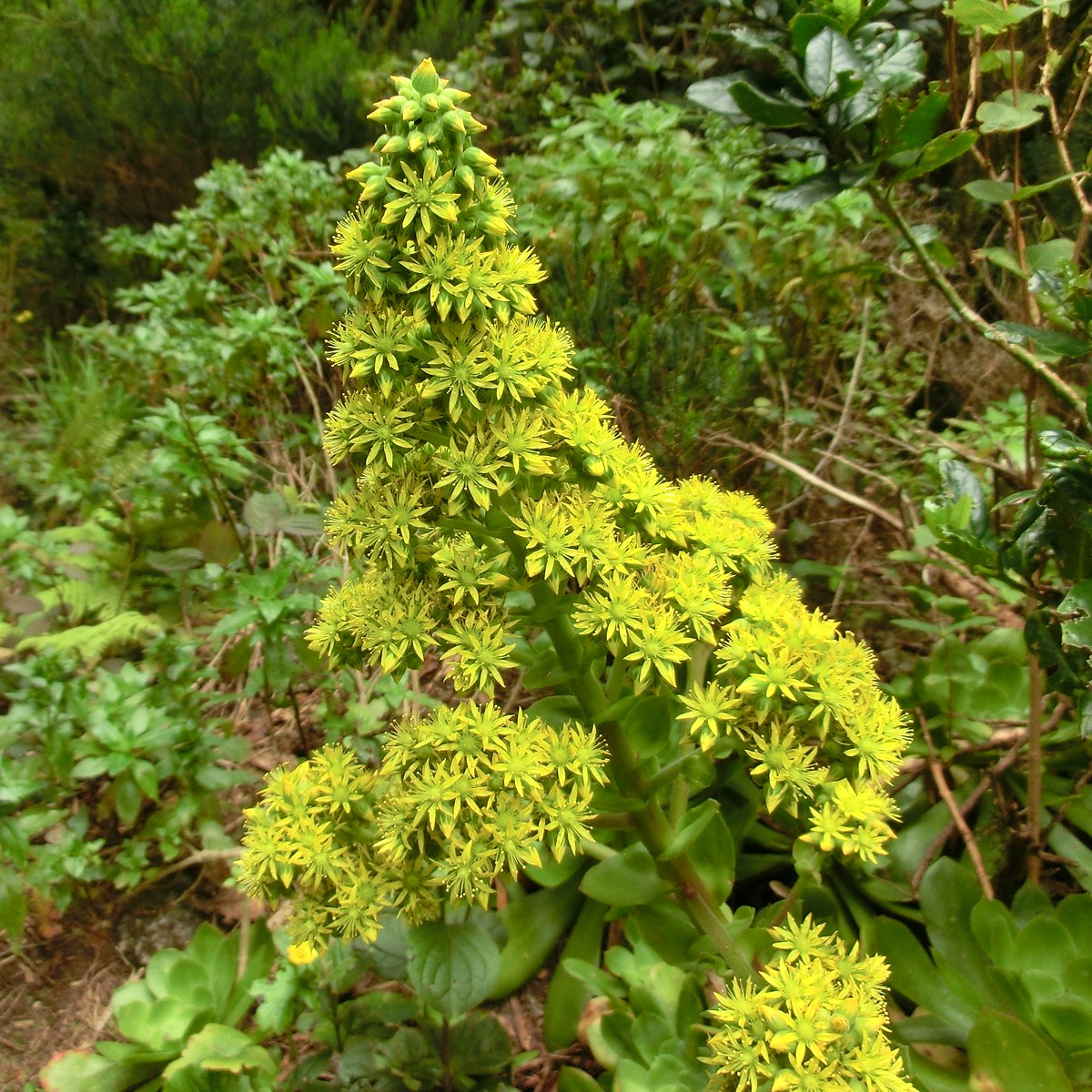
Inflorescencia

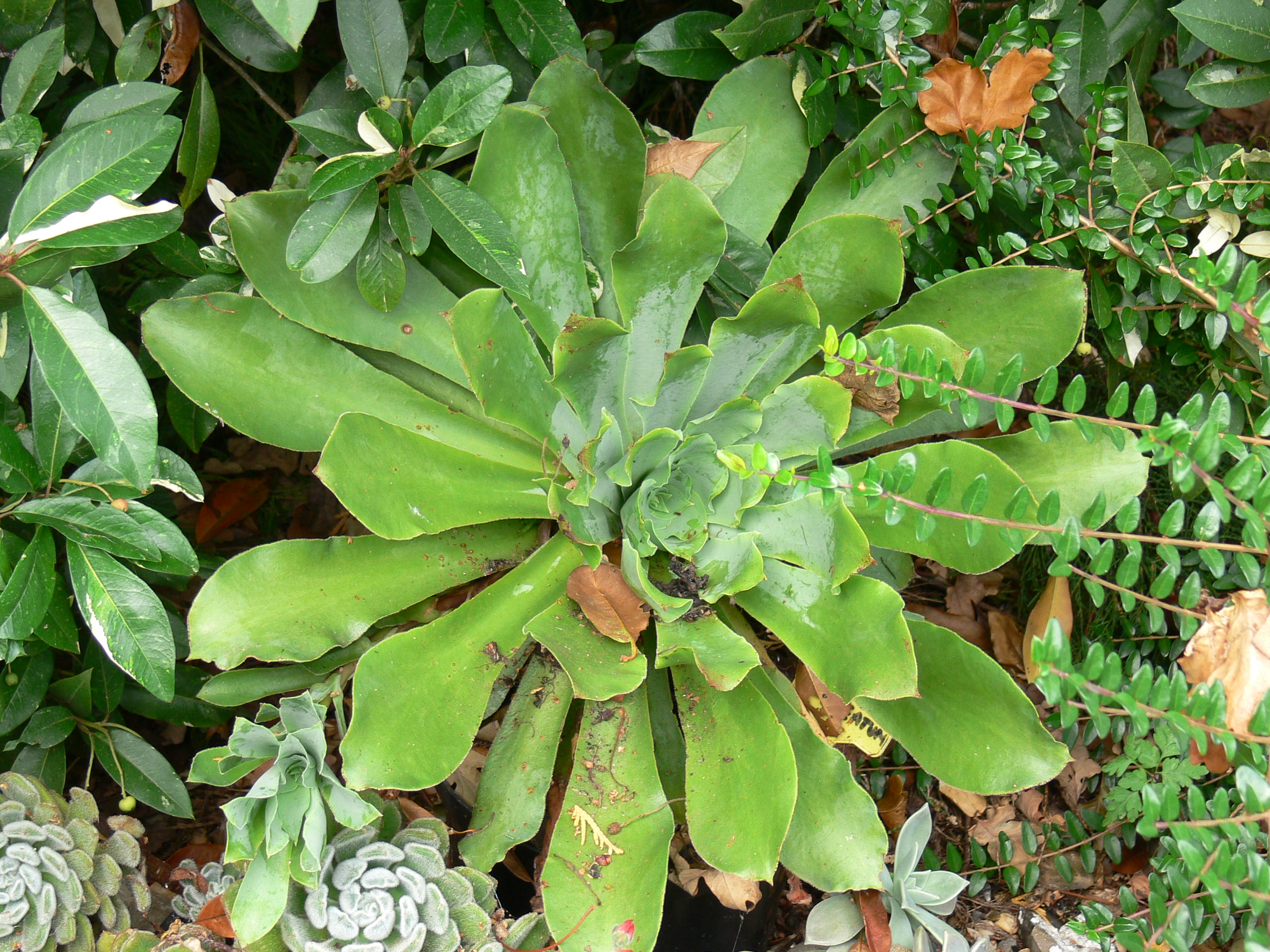
hojas

## Descripción
Pertenece al grupo de especies herbáceas de tallo corto y hojas arrosetadas. Se diferencia de otras especies similares por sus hojas, que son glabras, sin glándulas lineares, glaucas y que forman una roseta en forma de copa.  Las  flores son de color amarillo dorado.

## Distribución geográfica
Aeonium cuneatum es un endemismo de Tenerife en las Islas Canarias.

## Taxonomía
Aeonium cuneatum fue descrita por  Webb & Berthel.  y publicado en Histoire Naturelle des Îles Canaries 1: 197.
Etimología
Ver: Aeonium
cuneatum: epíteto latino que significa "con forma de cuña", aludiendo a la forma de las hojas.
Sinonimia
- Sempervivum cuneatum  (Webb et Berth.) Webb et Berth.[4][5]